# Les Mées, Alpes-de-Haute-Provence
Les Mées (provansalsko Lei Meas) je naselje in občina v jugovzhodnem francoskem departmaju Alpes-de-Haute-Provence regije Provansa-Alpe-Azurna obala. Leta 2006 je naselje imelo 3.352 prebivalcev.

## Geografija
Kraj leži v pokrajini Visoki Provansi med reko Durance in skalnato formacijo, imenovano les Pénitents, 25 km jugozahodno od Digne-les-Bainsa.

## Administracija
Les Mées je sedež istoimenskega kantona, v katerega so poleg njegove vključene še občine Le Castellet, Entrevennes, Malijai, Oraison in Puimichel z 10.725 prebivalci.
Kanton je sestavni del okrožja Digne-les-Bains.